# 行星故事
《行星故事》（英語：Planet Stories）是1939至1955年虚构之家出版的美国纸浆科幻杂志，主要刊登太空或其他行星题材的星际历险小说，早期主要面向青少年读者。杂志共发行71期，均由马尔科姆·里斯任主编或总编。《行星故事》与《行星漫画》基本在同期面世，《行星故事》早期很可能是靠《行星漫画》输血维持。《行星故事》的稿酬费率不高，不足以吸引业界领先的作家，但偶尔还是有艾萨克·阿西莫夫和克利福德·西马克等名家投稿。1952年杂志发布菲利普·狄克售出的第一部小说，此后又刊登他的四部作品。
利·布拉克特与雷·布萊伯利是《行星故事》两大代表作家，许多小说都以浪漫化的火星为背景，受埃德加·赖斯·巴勒斯的《异星战场》系列小说影响很大。布萊伯利在杂志发表的作品包括《火星紀事》早期小说。布拉克斯在《行星故事》刊登的作品以埃里克·约翰·史塔克系列历险小说最富盛名，1949年夏面世。布拉克特与布萊伯利携手创作的《红雾罗蕾莱》1946年登上杂志后广受好评，文中性爱桥段按如今标准实在不算什么，但当时还是有读者批评过分露骨。杂志插图和封面以诱人美女为主，几乎所有封面都是衣着暴露的落难女子或外星公主。

## 出版史

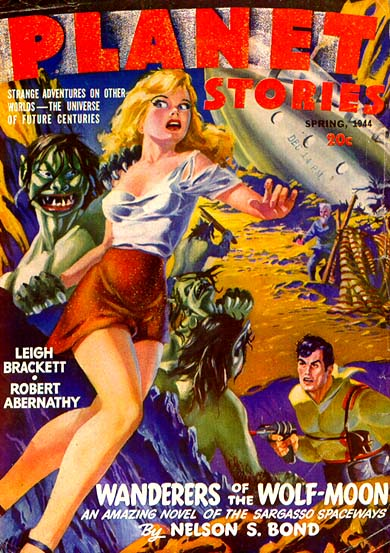
1944年春《行星故事》的封面由格雷厄姆·英格斯创作，是他唯一的科幻纸浆杂志封面

科幻文学作品早在20世纪20年代前就开始出版，但起初没有独立发行，直到1926年雨果·根斯巴克推出历史上第一本纯科幻杂志《惊奇故事》才改变局面。到了30年代末，科幻杂志市场已进入首轮井喷。大型纸浆杂志出版商虚构之家（Fiction House）在大萧条期间陷入困局，所幸1934年在侦破和爱情纸浆杂志领域打开局面。1939年初公司推动《丛林故事》（Jungle Stories）首涉科幻文学，但只是作品内容勉强涉及科幻，如亚特兰蒂斯幸存者之类，还不是正儿八经的科幻杂志。1939年底，虚构之家决定新增科幻杂志产品线，《行星故事》由此诞生，主要负责爱情文学的“爱情浪漫”（Love Romances）子公司负责出版。新杂志创刊号是1939年冬季刊，一同发行的还有漫画杂志《丛林漫画》（Jungle Comics）和《行星漫画》（Planet Comics）。《行星故事》是季刊，两本漫画杂志都是月刊，《行星故事》早期很可能是靠漫画月刊输血维持下来。
《行星故事》面世后先由马尔科姆·里斯（Malcolm Reiss）主编，此后杂志刊头上注明的主编人选虽有变化，但监督拍板和实际主控权一直是他把控，主编栏写有其他人名时，里斯便是杂志“总编”。威尔伯·皮科克（Wilbur S. Peacock）1942年秋第一个接过里斯的主编位置，1945年秋季刊后切斯特·怀特霍恩（Chester Whitehorn）接手，但只过三期就改为保罗·佩恩（Paul L. Payne），从1946年秋主编至1950年春。
1950年夏，主编《丛林故事》的杰罗姆·比克斯比（Jerome Bixby）接手《行星故事》，不久杂志由季刊改成双月刊。一年多后，里斯从1951年9月开始再度接手，但只负责三期就在1952年3月转交杰克·奥沙利文（Jack O'Sullivan）。市场调查文献表明，1953年《行星故事》的费率仅每个单词一到两美分，远不及当时的主流杂志。1954年夏杂志改回季刊周期，但纸浆杂志市场逐渐崩溃，1955年夏季号沦为绝响。

## 内容和评价

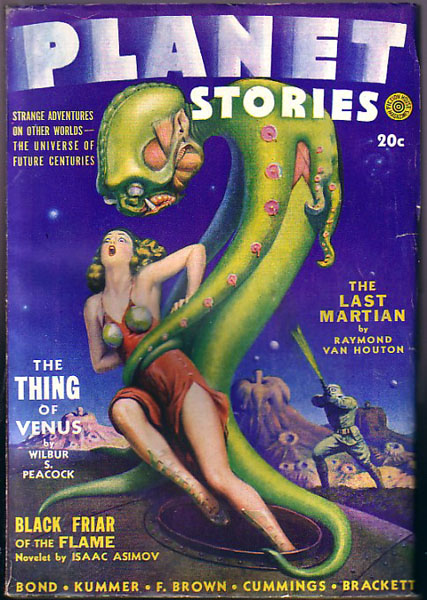
颇具特色的《行星故事》封面，亚历山大·莱登弗罗斯特绘。杂志促使“巨眼怪物”成为科幻美术的重要创作主题

虚构之家显然决定从速推出《行星故事》，以致里斯没时间购买新杂志所需素材，需与朱利叶斯·施瓦兹（Julius Schwartz）等作家经纪人合作为创刊号选材。仓促选定的文章品质平平，但里斯工作非常勤奋而且精力十足，就文章品质不佳向读者致歉之余也改善后来的杂志质量。杂志专注星际历险，背景多为原始社会，按今日标准称为“劍與魔法”背景。这些小说现今称为太空歌劇或行星冒险小说，即以外星球或星际空间为背景的动作历险通俗剧，旨在面向青少年读者但反响不一。《行星故事》早期大部分素材是少数写手创作，如纳尔逊·邦德（Nelson S. Bond）贡献的封面小说就有八篇，还有其他文章。雷·卡明斯（Ray Cummings）与罗斯·罗克林（Ross Rocklynne）提供14篇，利·布拉克特（Leigh Brackett）总共在本杂志发表17篇小说。
杂志的信件交流专栏非常活跃，刊登的热心读者来信往往很长，还经常登载知名作家来信，有些来信的科幻迷后来在科幻文学领域打响名气。科幻史学家麦克·阿什利（Mike Ashley）就称达蒙·奈特（Damon Knight）的信“堪称传奇”，1950年夏季号刊登羅伯特·西爾柏格的来信，称赞雷·布莱伯利的作品构想哪怕不算优秀也很有创意。杂志编辑投入大量精力确保来信专栏生动友好，据作家兼编辑罗伯特·朗兹（Robert A. W. Lowndes）回忆，“里斯真诚且彬彬有礼，威尔伯很喜欢脱掉外套，与群众打成一片”。
《行星故事》仍以太空历险通俗剧为主，此后几年小说品质提升，这其中布拉克特与布莱伯利居功至伟。两人受埃德加·赖斯·巴勒斯的《异星战场》（John Carter）系列小说影响很大，许多作品都以浪漫化的火星为背景。布拉克特的创作功底在20世纪40年代显著提升，从公式化的纸浆历险文学变得更加成熟，成为所在时代最成功的行星冒险小说作家。《行星故事》1949年夏登载她的《火星地下墓穴女王》（Queen of the Martian Catacombs），拉开广受好评的探险家埃里克·约翰·史塔克（Eric John Stark）系列人气小说帷幕。她的作品对其他作家影响很大，特别是加德纳·福克斯、林·卡特（Lin Carter）与玛丽昂·齐默·布拉德利。布拉克特后来表示，“所谓太空歌剧其实就是江湖传说，人类史上一直有市场的英雄传奇”。科幻批评家约翰·克卢特（John Clute）认可《行星故事》的品质，称杂志“内容远比封面复杂”。

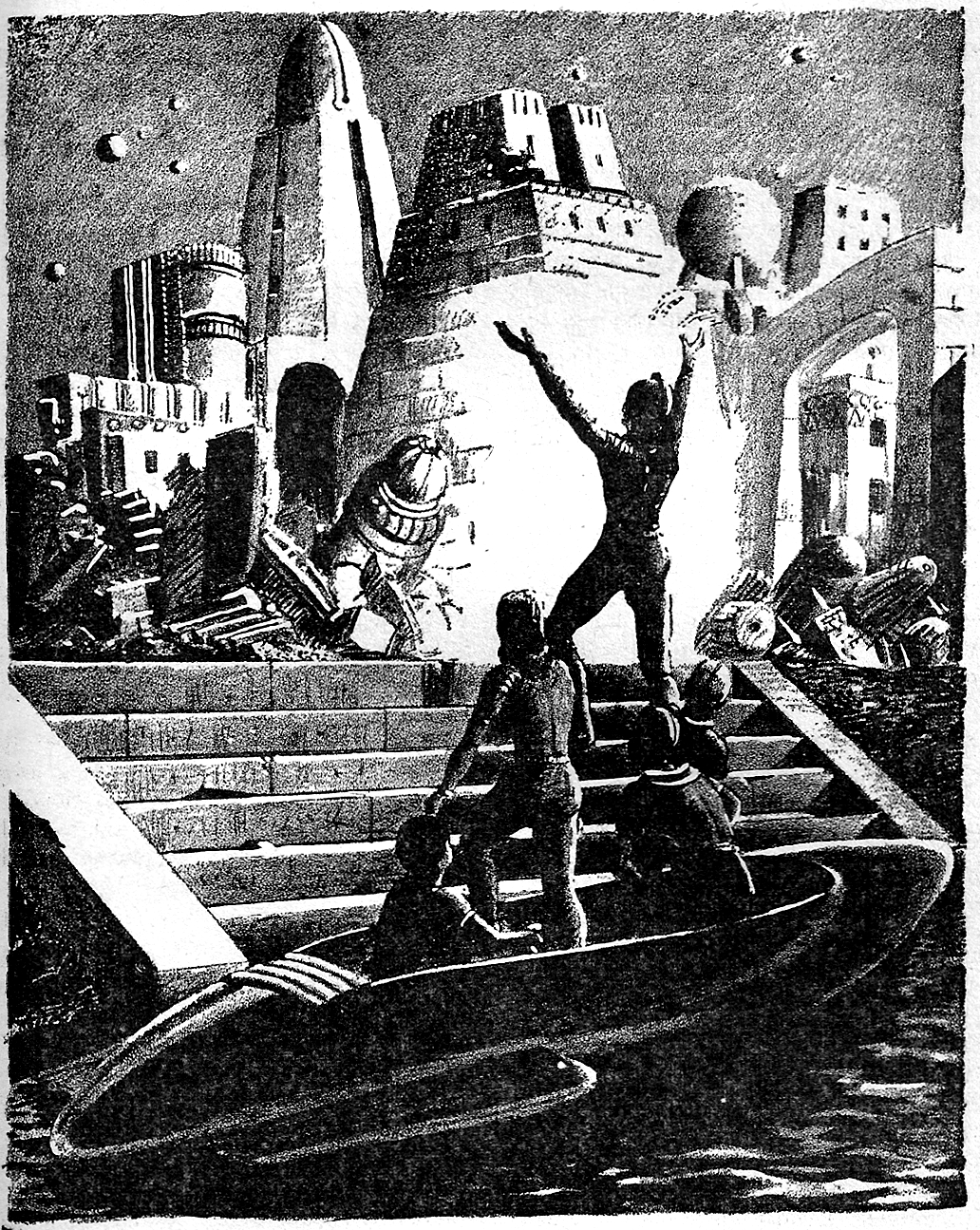
亚历山大·莱登弗罗斯特为布莱伯利小说《百万年野餐》创作的内页插图

布莱伯利在《行星故事》发表的小说有两篇后来纳入《火星紀事》，其中《百万年野餐》（The Million Year Picnic）是该系列第二篇。他还与布拉克特合作写出《红雾罗蕾莱》（Lorelei of the Red Mist）并在1946年夏发表，该文源自布拉克特的构想。布莱伯利在杂志发表的作品表明他对科技进步态度谨慎，特别是1953年11月的《太阳金苹果》（The Golden Apples of the Sun），还有原载1952年6月28日《科里尔周刊》（Collier's Weekly），1954年1月《行星故事》转载的《雷声》（A Sound of Thunder）。纸浆杂志史学家蒂姆·德福斯特（Tim de Forest）认为，《行星故事》对科幻文学最重要的贡献便是布莱伯利所发小说。
贡献《行星故事》的不乏名家，如艾萨克·阿西莫夫、克利福德·西马克（Clifford D. Simak）、詹姆斯·布利什（James Blish）、弗雷德里克·布朗和达蒙·奈特。1942年杂志刊登阿西莫夫的小说《朝圣》（Pilgrimage），他曾向其他刊物投稿被拒，并按各编辑要求反复改写，如按約翰·W·坎貝爾要求加入宗教信仰元素，又因里斯要求删除。里斯最后采纳稿件并把标题改成《火焰黑修士》（Black Friar of the Flame）。
1950年担任杂志主编的杰罗姆·比克斯比是创作西部文学为主的成名作家，对科幻文学非常了解。他当主编的时间不长，但对杂志改善贡献良多。他说服名家为杂志提供高质量素材，在星际历险主题文学领域搜寻不同寻常的作品：1951年3月杂志发表波尔·安德森的《塞尔蒂斯决斗》（Duel on Syrtis），讲述地球人在火星追踪外星人；西奧多·史特金的《X星恶魔》讲述外星人绑架地球女子。1952年比克斯比离职后，《行星故事》在科幻文学领域最重要的贡献是发现菲利普·狄克，杂志七月刊登他发表的第一篇小说《遥不可及的巫伯》（Beyond Lies the Wub）。狄克此后两年还在《行星故事》发表四篇文章，如讲述人类在机器人世界面临歧视的《詹姆斯·克罗》（James P. Crow）。

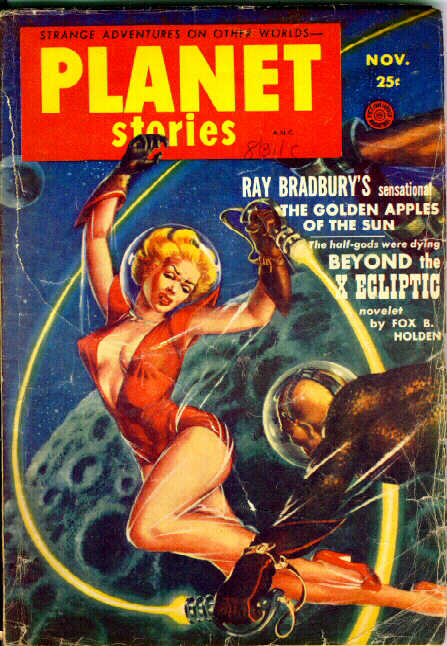
凯利·弗雷斯创作的1953年11月杂志封面，显示1947年春杂志开始采用的新封面商标和哈里·哈里森所称“两性异形”

《行星故事》显然以青少年读者为目标，估计1939年同期面世的《行星漫画》对吸引青少年读者了解科幻作品作用很大，不过阿什利认为《行星故事》引来的很可能大多是老读者，“仍对早期科幻怀念不已”。评论家兼科幻史学家托马斯·克莱尔森表示，《行星故事》给人“回顾20世纪30年代及以前”的感觉，20世纪20年代给根斯巴克早期杂志创作封面的弗兰克·保罗（Frank R. Paul）为《行星故事》创作大量内页插图，令上述印象更形稳固。保罗独特的风格与早期科幻文学紧密相连。封面画作同样讲究戏剧效果，常见美丽的人类或外星公主与一看就不好惹的外星人。早期杂志封面还有副标题“异世界的奇特历险——未来世纪的宇宙”，直到1946年底停用。
《行星故事》几乎所有作品都属太空歌剧，但基本剧情不乏变化。地球有时面临威胁，但更多的故事发生在异世界，地球人卷入外星地域争端。当地经常会有美丽的外星公主，配合八九不离十的爱情主线。利·布拉克特笔下女子相对而言不那么俗套，她自认笔下女主角“胸怀热血、脾气火爆、有勇有谋”。第二次世界大战期间，《行星故事》读者最有可能发现能战斗的女主角，而不是别人为她们而战。性爱一直是纸浆杂志的禁忌，但《行星故事》部分作品对性爱的描写比竞争对手直接。读者对此偶有怨言，1949年虽有读者来信支持“抛弃禁忌”，但早在1946年就有来信谴责《红雾罗蕾莱》，自称需要“李施德林清洗口中脏味”。杂志封面画作往往强调性感，科幻作家兼评论家哈里·哈里森讽刺封面就像“太空两性异形”：男子身着沉重的航天功能服，女子身上就变成透明的比基尼或其他泳装。
杂志大部分插图由汉尼斯·博克（Hannes Bok）提供，早期封面大多是艾伦·安德森（Allen Anderson）绘制，其后凯利·弗雷斯（Kelly Freas）贡献众多封面彩图。亚历山大·莱登弗罗斯特（Alexander Leydenfrost）为《行星故事》所绘画作颇得认可，克莱尔森认为莱登弗罗斯特的作品集中体现20世纪40年代《行星故事》大部分代表风格。不过，他的封面画作评价不及内页黑白插图。画家兼科幻史学家戴维·哈迪（David A. Hardy）称赞莱登弗罗斯特所作黑白插图“光影运用几乎可比伦勃朗”。

## 书目详细信息
| |      | 春 | 春   | 春 | 夏   | 夏   | 夏  | 秋 | 秋   | 秋 | 冬   | 冬   |
| --- | ---- | -- | ---- | -- | ---- | ---- | --- | -- | ---- | -- | ---- | ---- |
| | 一   | 二 | 三   | 四 | 五   | 六   | 七  | 八 | 九   | 十 | 十一 | 十二 |
| 1939 |      |    |      |    |      |      |     |    |      |    |      | 1/1  |
| 1940 |      |    | 1/2  |    |      | 1/3  |     |    | 1/4  |    |      | 2/1  |
| 1941 |      |    | 1/6  |    |      | 1/7  |     |    | 1/8  |    |      | 1/9  |
| 1942 |      |    | 1/10 |    |      | 1/11 |     |    | 1/12 |    |      | 2/1  |
| 1943 |      |    | 2/2  |    | 2/3  |      |     |    | 2/4  |    |      | 2/5  |
| 1944 |      |    | 2/6  |    |      | 2/7  |     |    | 2/8  |    |      | 2/9  |
| 1945 |      |    | 2/10 |    |      | 2/11 |     |    | 2/12 |    |      | 3/1  |
| 1946 |      |    | 3/2  |    |      | 3/3  |     |    | 3/4  |    |      | 3/5  |
| 1947 |      |    | 3/6  |    |      | 3/7  |     |    | 3/8  |    |      | 3/9  |
| 1948 |      |    | 3/10 |    |      | 3/11 |     |    | 3/12 |    |      | 4/1  |
| 1949 |      |    | 4/2  |    |      | 4/3  |     |    | 4/4  |    |      | 4/5  |
| 1950 |      |    | 4/6  |    |      | 4/7  |     |    | 4/8  |    | 4/9  |      |
| 1951 | 4/10 |    | 4/11 |    | 4/12 |      | 5/1 |    | 5/2  |    | 5/3  |      |
| 1952 | 5/4  |    | 5/5  |    | 5/6  |      | 5/7 |    | 5/8  |    | 5/9  |      |
| 1953 | 5/10 |    | 5/11 |    | 5/12 |      | 6/1 |    | 6/2  |    | 6/3  |      |
| 1954 | 6/4  |    | 6/5  |    | 6/6  |      | 6/7 |    | 6/8  |    |      | 6/9  |
| 1955 |      |    | 6/10 |    |      | 6/11 |     |    |      |    |      |      |
| 《行星故事》出版详细信息，左侧是年份，上方是月份，其他数 字代表“卷号/期数”，下划线代表该期是以季节而非月份标示，颜色对应主编： 马尔科姆·里斯 威尔伯·皮科克 切斯特·怀特霍恩 保罗·佩恩 杰罗姆·比克斯比 杰克·奥沙利文 |      |    |      |    |      |      |     |    |      |    |      |      |

《行星故事》的主编分别是：
- 马尔科姆·里斯：1939年冬至1942年夏；
- 威尔伯·皮科克：1942年秋至1945年秋；
- 切斯特·怀特霍恩：1945年冬至1946年夏；
- 保罗·佩恩：1946年秋至1950年春；
- 杰罗姆·比克斯比：1950年夏至1951年7月；
- 马尔科姆·里斯：1951年9月至1952年1月；
- 杰克·奥沙利文：1952年3月至1955年夏。

《行星故事》共发行71期且都是纸浆杂志，绝大多数是128页并定价20美分，1950年11月减至112页，价格反而涨到25美分。1952年3月减至96页，但下一期就恢复112页，1954年夏又削减到96页直到停刊。
杂志先是季刊，1943年短暂尝试双月刊，但在推出三月和五月号后又换回1943年秋。1950年秋季号的下一期是1950年11月，此后保持双月刊到1954年5月，之后又是1954年夏季号，再保持季刊周期直到停刊。这年冬季的杂志所标不是1954年冬，而是1954/55年冬。杂志卷号始终保持规则，前五卷各12期，第六卷11期，书脊上所印卷号三次出错，但标头页没问题：第5/10期（即第五卷第十期）错标成5/8，5/11错标成6/3，6/11错标成6/12。
杂志的英国重印版1950年3月面世并持续到1954年9月，上面有期号但不标日期而且删减严重，只有64到68页。确知发行的有12期，江湖传言声称还有第13期但未经科幻目录学家证实。英国版由彭伯顿出版社（Pembertons）出版，另有记载称首期是流线出版社（Streamline Publications）发行。英国版第七至八期还转载《惊心故事》（Startling Stories）与《惊险奇观》（Wonder Stories）的非小说素材。美国新闻公司从1948年秋到1951年3月共出版12期加拿大版《行星故事》，与对应各期美国版完全相同。

### 其他刊物
1950年夏，虚构之家推出《行星故事》姐妹刊《两本完整科学历险书籍》（Two Complete Science-Adventure Books），计划每期刊登两篇小说。杂志每年发行三期，一直持续到1954年春。1953年，科幻之家出版转载杂志《科幻巅峰》（Tops in Science Fiction），转载《行星故事》发表的作品，但只持续两期便停刊，其中第二期几乎无人问津。
1975年，巴兰坦图书推出利·布拉克特编辑的《行星故事精选》（The Best of Planet Stories）第一辑，包含1942至1952年杂志刊登的七篇小说。原计划还会继续推出，但一直不见下文。

## 脚注
1. ↑  Malcolm Edwards & Peter Nicholls, "SF Magazines", in Clute & Nicholls, Encyclopedia of Science Fiction, pp. 1066–1068.
2. 1 2 3 4  Ashley, Time Machines, pp. 151–152.

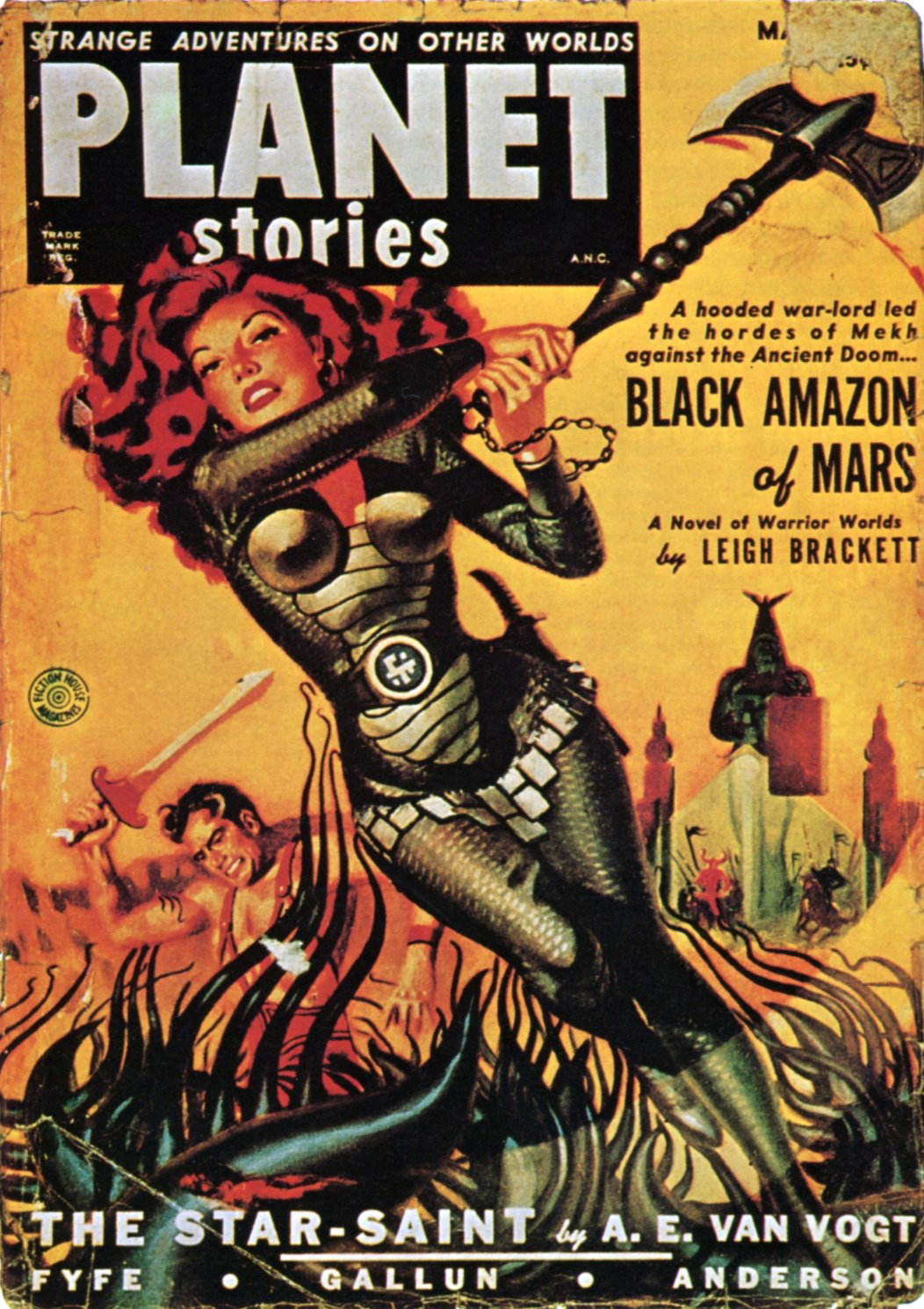
1951年3月《行星故事》封面，艾伦·安德森绘

3. 1 2 3 4 5 6  Malcolm Edwards, "Planet Stories", in Clute & Nicholls, Encyclopedia of Science Fiction, p. 937.
4. 1 2 3 4  Ashley, Transformations, p. 336.
5. ↑  de Camp, Science-Fiction Handbook, pp. 102–103.
6. ↑  de Camp, Science-Fiction Handbook, pp. 114–115.
7. ↑  Brackett, "The Science-fiction Field", p. 27.
8. ↑  Kyle, Pictorial History, p. 96.
9. 1 2 3 4 5 6 7 8 9 10 11 12 13 14 15 16 17 18 19 20 21 22 23  Thomas D. Clareson, "Planet Stories", in Tymn & Ashley, Science Fiction, Fantasy and Weird Fiction Magazines, pp. 476–481.
10. ↑  Ashley, Transformations, p. 47.
11. ↑  Ashley, History of the Science Fiction Magazine, Vol. 2, p. 58.
12. 1 2 3 4 5 6  Ashley, Time Machines, pp. 193–194.
13. ↑  Clute, Science Fiction: The Illustrated Encyclopedia, p. 101.
14. 1 2  de Forest, Storytelling in the Pulps, Comics and Radio, p. 76.
15. 1 2  Asimov, In Memory Yet Green, pp. 313, 326.
16. ↑  Ashley, Transformations, pp. 11–12.
17. ↑  ISFDB.
18. ↑  Carter, Creation of Tomorrow, p. 186.
19. ↑  Carter, Creation of Tomorrow, p. 189.
20. ↑  Carter, Creation of Tomorrow, p. 192.
21. ↑  Harry Harrison, "Machine as Hero", in Holdstock, Encyclopedia of Science Fiction, p. 97.
22. ↑  Jon Gustafson and Peter Nicholls, "Alexander Leydenfrost", in Clute & Nicholls, Encyclopedia of Science Fiction, p. 718.
23. ↑  David Hardy, "Art and Artists", in Holdstock, Encyclopedia of Science Fiction, p. 126.
24. 1 2  Ashley, Time Machines, p. 247.
25. 1 2 3 4  "Planet Stories", in Tuck, Encyclopedia of Science Fiction and Fantasy, Vol. 3, pp. 582–583.
26. ↑  Ashley, Transformations, p. 351.
27. ↑  Ashley, Time Machines, p. 224.
28. ↑  Ashley, Transformations, p. 45.